# آبل لافلئور

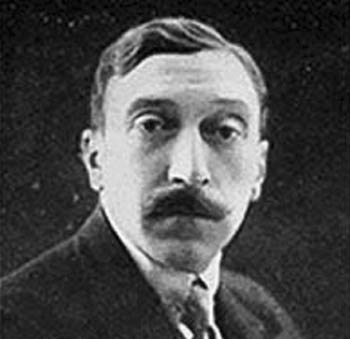
آبل لافلئور، مجسمه‌ساز اهل فرانسه - دههٔ ۱۹۲۰

آبل لافلئور (به فرانسوی: Abel Lafleur) زندگی در (زادهٔ ۱۸۷۵ در رودز – درگذشتهٔ ۱۹۵۳؛ ۷۸ سال)، مجسمه‌ساز و مدال‌آور فرانسوی بود. او سازنده‌ی جام ژول ریمه بود که از سال ۱۹۳۰ تا سال ۱۹۷۰، به عنوان جایزه جام جهانی فوتبال به تیم قهرمان جام جهانی فوتبال اهدا می‌گردید.